# Battaglia dei due fiumi (671)
La battaglia dei due fiumi fu uno scontro militare avvenuto nell'anno 671 tra Pitti e Northumbriani.
Esso segnò la fine della riunione pitica all'inizio del regno di Egfrido, con una decisiva vittoria da parte dei Northumbriani. L'attestazione di questa battaglia è limitato al racconto di Stefano di Ripon della Vita Sancti Wilfrithi.

## Antefatti
Nel corso del VII secolo, i Northumbriani gradualmente estesero i loro territori verso nord. Gli Annali di Tigernach ricordano un assedio di "Etain" nel 638, che vennero interpretati come la conquista della Northumbria di Eidyn (Edimburgo) nel corso del regno di Osvaldo di Northumbria, rimarcando così l'annessione dei territori di Gododdin a sud del fiume Forth.
A nord del Forth, i Pitti componevano all'epoca il regno di Fortriu a nord del Mounth ed una "zona pitica" a sud. Evidenze storiche ed archeologiche confermano però effettivamente la tesi del soggiogamento dei Pitti da parte dei Northumbriani durante il regno di Osvaldo e anche Beda il Venerabile raccolse tale tesi due secoli dopo, e tale soggiogamento continuò sotto il regno del suo successore, Oswiu.
Egfrido succedette a Oswiu come re di Northumbria nel 670. Il regno di Egfrido si dice essere stato debole al momento della sua ascesa al trono. Nel 671, giunse notizia a Egfrido che i Pitti, sotto il comando del re Drest VI dei Pitti, stavano preparandosi a prendere l'egemonia della Northumbria.

## La battaglia
La descrizione della battaglia è limitata quasi interamente al resoconto che ce ne fa Stefano di Ripon nellal sua Vita Sancti Wilfrithi. Secondo tale racconto, Egfrido venne a sapere della volontà dei Pitti di detronizzare la sovranità dei northumbriani ed assemblò in tutta fretta diversi cavalieri. Fece quindi rotta verso nord, aiutato dal suo viceré Beornhæth, che lo storico James Fraser suggerisce potesse essere de facto il governatore del regno pitico di Niuduera a sud, con capitale l'odierna Fife.
Il luogo esatto della battaglia non è stato riportato. Secondo Fraser il luogo dello scontro potrebbe essere stato Moncreiffe Island, presso Perth.
Nel racconto Vita Sancti Wilfrithi, la cavalleria di Egfrido venne colta di sorpresa dall'esercito pitico che si presentava di molto superiore. Ad ogni modo, i northumbriani riuscirono a prevalere, con le perdite dei Pitti che arrivarono a riempire "i corsi dei due fiumi" che scorrevano nell'area, permettendo alla cavalleria northumbriana di inseguire i sopravvissuti dei Pitti "senza bagnarsi i piedi".
In quanto opera agiografica, la Vita Sancti Wilfrithi non è la fonte storica ideale come la Historia Ecclesiastica di Beda il Venerabile, ma sono le uniche fonti reperibili sull'argomento. Vari dettagli del racconto di Stefano di Ripon sulla battaglia sono stati volutamente esagerati, esaltando la vittoria di Egfrido come un punto focale della storia scozzese.

## Conseguenze
Stefano di Ripon riporta che, a seguito della battaglia, i Pitti vennero ridotti in schiavitù e vennero soggiogati per i successivi 14 anni. Gli Annali irlandesi dell'Ulster e di Tigernach riportano di un certo "Drost" detronizzato nel 671. Si presume che questo Drost sia stato effettivamente il re dei Pitti deposto e rimpiazzato con Bridei mac Bili come diretto risultato del fallimento della ribellione pitica.
Egfrido venne poi sconfitto e ucciso da Bridei nella battaglia di Dunnichen del 685.